# Рейман, Себастьян
Себастьян Рейман (англ. Sebastian Rejman; род. 13 ноября 1978 Каллио, Финляндия) — финский певец, актер и телеведущий. Он является гитаристом и вокалистом группы «The Giant Leap».

## Биография
Себастьян Рейман родился 13 января 1978 года в Каллио. Начиная с 14 лет стал играть на гитаре и заниматься пением. Его личным примером для подражания были Элвис Пресли и Брюс Спрингстин.
В 2012 году он начал свою карьеру на телевидении в качестве ведущего. Так он тогда вместе с Лоренцем Бэкманом модерировал финское шоу-талантов «Got Talent». В 2014 году он вместе с Кристииной Комулайнен возглавил программу «We Want More».
29 января 2019 года было объявлено, что он вместе с Darude будет представлять Финляндию на конкурсе «Евровидение-2019» в Тель-Авиве. По решению Uuden Musiikin Kilpailu 2019 была выбрана композиция «Look Away».